# ヘンリー・スペンサー・アシュビー

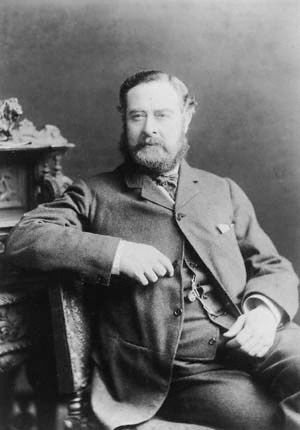
ヘンリー・スペンサー・アシュビー

ヘンリー・スペンサー・アシュビー（Henry Spencer Ashbee, 1834年4月21日 – 1900年7月29日）は、イギリスの実業家、書誌学者。エロティカの蒐集家として知られる他、『我が秘密の生涯』（My Secret Life）の著者の可能性が高い人物としてしばしば名前が挙げられる。

## 略歴
アシュビーは1834年4月21日、ロンドン・サザック（Southwark）で火薬工場の経営者ロバート・アシュビーとその妻フランセスとの間に生まれた。幼少時代については記録が残されていないが、14歳でケンジントンの寄宿制グラマー・スクールに入学し、教育を受けた。生来より読書好きであったアシュビーはこの学校の図書室で多くの時間を過ごし、16歳で卒業した後、紡績関係の仕事に就いた。
アシュビーは20歳を数える頃から日記をつけており、その中でも女性に対して興味を抱いている自分の感情をつぶさに書き綴っていたが、エロティカ蒐集の直接のきっかけとなったのは1850年代のある時期に知り合ったベルギー人のジョゼフ・オクターヴ・デルピエールに拠る所が大きい。デルピエールは当時ロンドンでベルギー領事館の領事を務めていた人物で、エロティカに深く精通していただけでなく、様々な人脈を持っていた。デルピエールを通してアシュビーは次第に、エロティカの世界へと入っていくこととなる。
1862年6月、28歳になったアシュビーはドイツのハンブルクで結婚する。相手はユダヤ系ドイツ人の商人エドワード・オットー・チャールズ・レイヴィーの娘、エリザベス・ジョセフィン・ジェニー・レイヴィーであった。この結婚によってアシュビーはエドワードの経営する会社のロンドン支店経営パートナーの座に付くこととなり、一躍裕福な暮らしを送るようになった。1865年には住居をロンドン中心部のブルームズベリー（Bloomsbury）へと移っている。エリザベスとの間には3人の娘と2人の息子をもうけたが、息子の一人は出産直後に死亡している。もう一人の息子はアーツ・アンド・クラフツ運動を普及させた芸術家の一人チャールズ・ロバート・アシュビー（Charles Robert Ashbee）である。
1867年に父ロバートが死去すると、その遺産をも管理するようになった。仕事柄、ヨーロッパ各地を飛び回ることの多かったアシュビーは、その傍らで各国のエロティカ蒐集に精を出していたが、この傾向は同居していた父の死後はさらに顕著になり、仕事だけでなく観光などの名目で海外旅行をするようになった。買い集めたエロティックな書物は、家族の目に触れぬよう、自宅からそう遠くないホウボン（Holborn）に借りた家に保管していた。
1860年代末から1873年までは日記が残されておらず、1869年と1873年に娘が生まれたことなど、断片的な情報しかわかっていない。40歳を越えた頃から蒐集したエロティカの書誌情報について雑誌などに多くの文章を寄稿するようになる。1880年代に入ると活動範囲は世界中に広がり、1880年10月から翌1881年7月までの間にエジプト、インド、セイロン、ペナン、シンガポール、ジャワ、シャム、香港、上海、北京、広東、日本、アメリカ合衆国を周遊している。目的としては仕事上関わりのある各地の代理人との打ち合わせや名所旧跡の観光であり、これらを纏め上げた旅行記を出版することを考えていたようである。この日記の中でもエロティカに対する興味があったことが窺える記述が時折出てきており、「ああ卑猥だ、とても卑猥だ」（インドの仏像を眼にして）、「胸の形がじつにいい」（バンコクで裸同然の女性を眼にして）といったことを書き残している。
1891年、アシュビーは家族と別居することとなる。この原因には、家族間での金銭的なトラブルとする説やアシュビーに愛人がいたとする説、エロティカの蒐集が家族にばれてしまったとする説などがあるが、はっきりとはわかっていない。
晩年に入るとエロティカの蒐集だけでなく古典の版本蒐集などにも手を出すようになり、それらの書誌情報をまとめあげては発表することで「ブック・コレクター」や「書誌学者」としてアシュビーの名は知られるようになる。最も知られているのはミゲル・デ・セルバンテスの『ドン・キホーテ』版本の蒐集で、アシュビーのコレクションは384点にのぼっており、これは個人としては最大のコレクション数である。その他にもフランスの喜劇作家モリエールや小説家アラン＝ルネ・ルサージュ（Alain-René Lesage）の作品、18世紀のイギリスの水彩画作品など、エロティカにとどまらない多数のコレクションを所持していた。1896年にはこうした功績からマドリードの王立アカデミー在外会員に選出された。
その後ケントに移ったアシュビーは、従妹にあたる女性に面倒を見てもらいつつ、1900年7月29日、肺の病や心臓疾患の悪化、肝機能の低下といった複合的な要因により死去した。『タイムズ』などのロンドンの新聞にはブック・コレクター、書誌学者、実業家として成功した人物として追悼記事が出された。

## エロティカ蒐集と書誌作成
アシュビーの死後、1600点に及ぶ膨大なコレクションは遺言によって大英博物館に寄贈されることになった。人目を憚られる卑猥な書物に、博物館側は対応に苦慮したが、最終的には全てのコレクションを引き取っている。アシュビーが執筆したこれら書誌情報の解説目録はピサヌス・フラクシの名で『禁書目録』『秘本百冊』『秘本シリーズ』などとして3度出版されたが、大英博物館では挿絵が省かれた上で『エロティックな文学百科事典』（全3巻、1728頁）としてまとめられている。
- 『禁書目録』 - 1877年に出版されたもので、ジョン・ウィルクスの『女性論』やピエトロ・アレティーノの『成功した娼婦』など150点のエロティカが収録され、その1点1点に詳細な解説や挿絵が付けられている。
- 『秘本百冊』 - 1879年に出版されたもので、チャールズ・ラムの『エリア随筆』、ウォルト・ホイットマンの『草の葉』、トマス・ローランドソンの絵画などが取り上げられている。
- 『秘本シリーズ』 - 1885年に出版されたもので、ジョン・クリーランドの『ファニー・ヒル』や鞭打ちをテーマとした作品などが紹介されている。

## 我が秘密の生涯
『我が秘密の生涯』（正確には『ウォルターによるわが秘密の生涯』）は、ヴィクトリア朝末期、1888年から1894年の間にオランダのアムステルダムで出版された書物である。11巻、4200頁からなる膨大な自叙伝形式の作品で、匿名（ウォルター）の作者による私家版として25部ほどが世に出回った。主人公となる男性の性癖とその遍歴を幼児期から晩年に至るまでを精緻な描写で克明に綴った内容である。

## 関連人物
- ジョン・カムデン・ホットン - イギリスで出版業を営む人物で、エロティカの蒐集家。アシュビーは自身の日記に「タブーとされる文学に関して、唯一信頼の置ける出版者と言ってよい」と評している。1862年に死去した後、彼のコレクションの多くはアシュビーが買い取った。
- ジェイムズ・キャンベル・レディ - 『学童の冒険、あるいは若き熱情の気まぐれ』（1866年）、『ある外科医の好色な体験』（1871年）といった著書を持つエロティカの蒐集家。アシュビーは「ドイツ語で書かれたエロティカで彼の知らないものは殆ど無い」と評している。エロティカの蒐集においては書誌学的な事実を含めた徹底的なリサーチを欠かさなかった人物で、アシュビーの書誌作成に大きな影響を与えたと考えられる。
- フレデリック・ハンキー - コルフ島出身の軍人。ゴンクール兄弟が「地獄の淵に生きているような男」と評しているようにサドマゾ系の書物に興味を持つ異常な性格の男だったが、ハンキーの人脈を通してアシュビーのエロティカ蒐集は大きく前進を遂げた。